# Česká strana radikálně pokroková
Die Česká strana radikálně pokroková (Tschechisch radikal-fortschrittliche Partei) war eine tschechische Partei in Österreich-Ungarn. Sie wurde 1897 gegründet und bestand bis 1908.

## Geschichte
Die Tschechisch radikal-fortschrittliche Partei wurde 1897 von den Brüdern Alois Hajn und Antonín Hajn gegründet. Die Wurzeln der Partei gehen auf den fortschrittlichen Flügel der Jungtschechen zurück, wobei sich die Tschechisch radikal-fortschrittliche Partei bemühte, die Tradition der fortschrittlichen Bewegung aufrechtzuerhalten und dabei von den Vereinen der Studenten unterstützt wurde. Neben den Studenten rekrutierte die Partei ihre Anhängerschaft insbesondere unter den kleinbürgerlichen und minderbemittelten Intellektuellen, den Kleinunternehmern und teilweise aus der nationalen Arbeiterschaft. Die Partei trat für die Erneuerung des tschechischen Staates in seinen vollen historischen Grenzen an und forderte volle demokratische Freiheiten. Wenngleich die Tschechisch radikal-fortschrittliche Partei den Klassenkampf ablehnte, trat sie wie die Sozialdemokratie für die volle wirtschaftliche und politische Gleichstellung der Frauen ein. Programmatisch näherte sich die Tschechisch radikal-fortschrittliche Partei in der Folge den Realisten unter Tomáš Garrigue Masaryk an. Bei den Reichsratswahlen 1900 und 1901 konnte die Tschechisch radikal-fortschrittliche Partei trotz schwacher Parteistrukturen, jedoch dank des Kurienwahlrechts einige Erfolge erzielen. Nach personellen Veränderungen sowie aus wahltaktischen Überlegungen schloss sich die Tschechisch radikal-fortschrittliche Partei im April 1908 mit der Česká strana státoprávní (Tschechische staatsrechtliche Partei) zur Česká strana státoprávně pokroková (Tschechische staatsrechtlich-fortschrittliche Partei) zusammen.